# Hopea semicuneata
Hopea semicuneata là một loài thực vật thuộc họ Dipterocarpaceae. Loài này có ở Indonesia và Malaysia.